# سانتيستيبان ديل بويرتو
بلدية سانتيستيبان ديل بويرتو (بالإسبانية: Santisteban del Puerto) هي بلدية تقع في مقاطعة خاين التابعة لمنطقة أندلوسيا جنوب إسبانيا.

## الديموغرافيا
بلغ عدد سكان بلدية سانتيستيبان ديل بويرتو 4.806 نسمة عام 2011 (وفقاً للمعهد الوطني للإحصاء الإسباني).
| 5.058 | 5.042 | 4.693 | 4.840 | 4.927 | 4.860 | 4.806 |